# Сем Джонс (музикант)
Сем Джонс (англ. Sam Jones), повне ім'я Се́мюел Джонс (англ. Samuel Jones; 12 листопада 1924, Джексонвілл, Флорида — 15 грудня 1981, Нью-Йорк) — американський джазовий контрабасист, віолончеліст і композитор.

## Біографія
Народився 12 листопада 1924 року в Джексонвіллі, Флорида. Його батько грав на фортепіано; його двоюрідний брат Ел Голл. У школі навчився грати на барабанах і гітарі. 
Грав з Тайні Бредшоу у Цинциннаті (1953—55); потім переїхав до Нью-Йорка, де грав з Бредшоу, а також з Les Jazz Modes, Кенні Доргемом (1956), Іллінойсом Жаке, Кеннонболлом Еддерлі (1957), Діззі Гіллеспі (1958—59), Телоніусом Монком (1959). У 1959 році знову приєднався до Еддерлі, з яким залишався до 1965 року; написав декілька композицій в складі його гурту. З 1961 по 1962 записувався на Riverside як соліст.
Грав з Оскаром Пітерсоном (1966—69), включаючи гастрольний тур JATP. У 1969 році знову оселився у Нью-Йорку; на початку 1970-х працював з Боббі Тіммонсом, Вінтоном Келлі; з 1969 року квінтетом Теда Джонса-Мела Льюїса, Bass Choir; Седаром Волтоном (1971). В кінці 1970-х очолював разом з Томом Гарреллом біг-бенд.
Брав участь у джазовому фестивалі в Ньюпорті та в міжнародних музичних заходах. Автор композицій: «In Walked Ray», «Blues for Amos», «Del Sasser», «Unit 7».
Помер 15 грудня 1981 року в Нью-Йорку у віці 57 років.

## Дискографія
- The Soul Society (Riverside, 1960)
- The Chant (Riverside, 1961)
- Down Home (Riverside, 1962)